# Trawnewe (obwód doniecki)
Trawnewe (ukr. Травневе) – osiedle na Ukrainie, w obwodzie donieckim, w rejonie bachmuckim. W 2001 liczyło 286 mieszkańców, spośród których 87 posługiwało się językiem ukraińskim, a 199 rosyjskim.